# Jekatierina Maksimowa

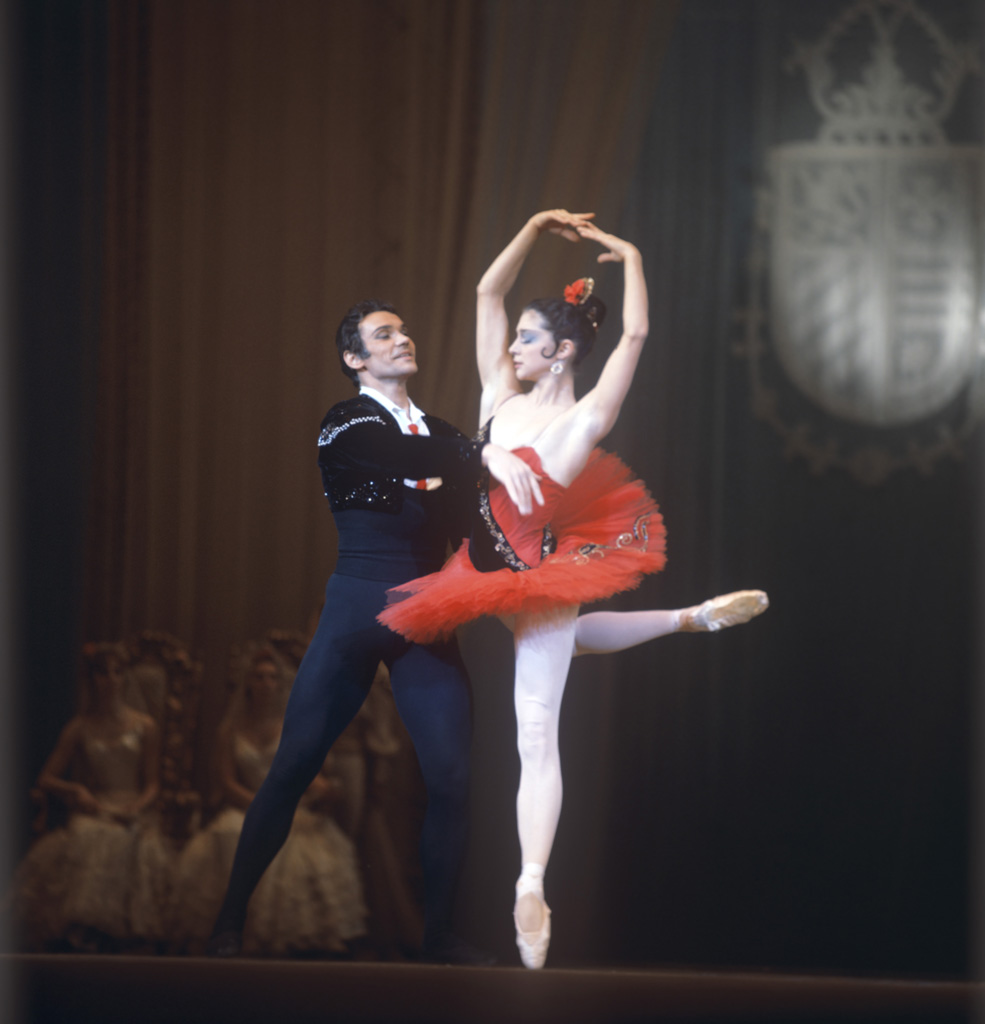
Jekatierina Maksimowa (Kitri) i Władimir Wasiljew (Basilio) w balecie Don Kichot

Jekatierina Siergiejewna Maksimowa (ros. Екатери́на Серге́евна Макси́мова; ur. 1 lutego 1939 w Moskwie, zm. 28 kwietnia 2009 tamże) – radziecka i rosyjska tancerka baletowa oraz pedagog. Ludowy Artysta ZSRR.
Była związana z Teatrem Wielkim w Moskwie. Żona choreografa i tancerza Władimira Wasiljewa. Wystąpiła w wielu baletach męża. Znana m.in. jako tytułowa Giselle Adolphe Adama, Julia w Romeo i Julia Siergieja Prokofjewa oraz Frygia w Spartakusie Arama Chaczaturiana.
Zmarła w wieku 70 lat w Moskwie. Pochowana na Cmentarzu Nowodziewiczym w Moskwie.

## Nagrody i odznaczenia
- Order Przyjaźni Narodów (28.01.1994)[5]
- Order Za Zasługi dla Ojczyzny III klasy (30.01.1999)[6]
- Order Za Zasługi dla Ojczyzny IV klasy (01.12.2008)[7]
- Order Lenina (1976)
- Nagroda Państwowa ZSRR (1981)
- Nagroda Leninowskiego Komsomołu (1972)
- Order Przyjaźni Narodów (1981)[8]
- Order Czerwonego Sztandaru Pracy (1971)
- Order Rio Branco (Brazylia, 2004)